# Papà Lebonnard (film 1920)
Papà Lebonnard è un film del 1920, diretto da Mario Bonnard.